# Штефа

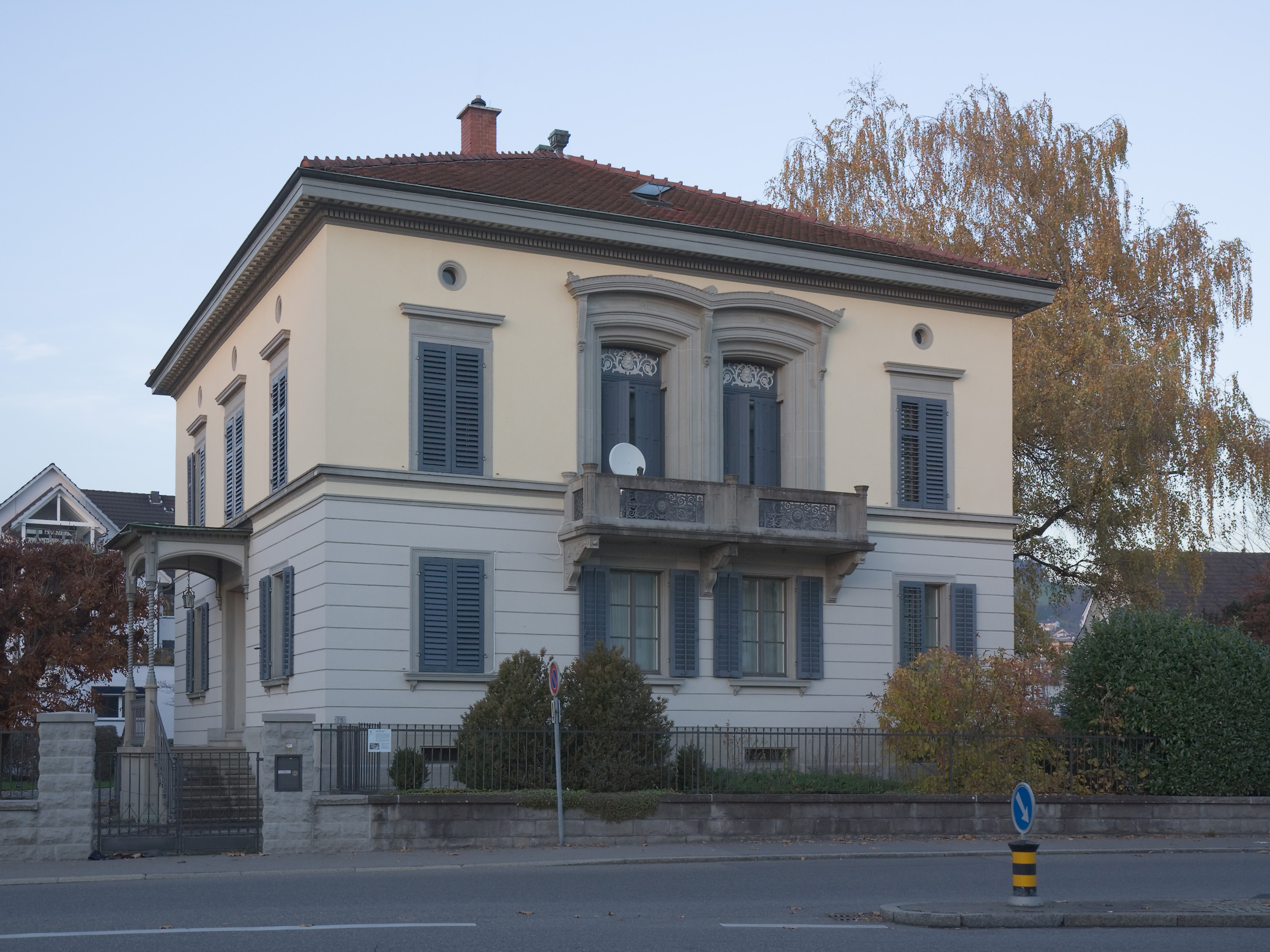
Штефа

Штефа (нем. Stäfa) — город в Швейцарии, в кантоне Цюрих.
Входит в состав округа Майлен. Население составляет 13 438 человек (на 31 декабря 2007 года). Официальный код — 0158.